# Vagos Motorcycle Club
Vagos Motorcycle Club – przestępczy klub motocyklowy, znany również pod nazwą "Zielony Naród" (ang. Green Nation), utworzony 
w 1965 roku w San Bernardino. Początkowo klub funkcjonował pod nazwą "the Psychos". Logo klubu 
przedstawia nordyckiego boga Lokiego, jeżdżącego na motocyklu. Według Federalnego Biura Śledczego i Biura ds. Alkoholu, Tytoniu, Broni Palnej oraz Materiałów Wybuchowych klub jest organizacją przestępczą, zajmującą się produkcją i dystrybucją narkotyków, wymuszeniami, oszustwami ubezpieczeniowymi, morderstwami, kradzieżami czy też zastraszeniami.
Klub liczy około 600 członków wśród 47 oddziałów w stanach Arizona, Kalifornia, Hawaje, Nevada, Oregon, Utah, Missouri, ale także na terenach Kanady, Europy i w Meksyku. Dwustu członków stacjonuje w samej Kalifornii, gdzie klub rozpoczął działalność w latach 60'.

## Historia
Podczas II wojny światowej wielu mężczyzn, odbywających służbę wojskową, jeździło na motocyklach. Po zakończeniu działań zbrojnych do Stanów Zjednoczonych zaczęli powracać żołnierze, którzy nie potrafili odnaleźć się w nowej, spokojnej rzeczywistości. Podczas wojny wytworzyły się między nimi silne więzi, które były powodem powstawania klubów motocyklowych, pierwotnie złożonych z weteranów wojennych. W 1948 roku powstał klub Hells Angels z siedzibą w Fontanie, który funkcjonował w stanie Kalifornia razem z innym klubem motocyklowym, nazywanym "the Psychos". W 1965 roku wystąpił spór wśród kilku hiszpańskich członków "the Psychos", który spowodował ich odejście z grupy oraz stworzenie nowego klubu, znanego dzisiaj pod nazwą Vagos.